# Lecythis tuyrana
Lecythis tuyrana är en tvåhjärtbladig växtart som beskrevs av Henri François Pittier. Lecythis tuyrana ingår i släktet Lecythis och familjen Lecythidaceae. Inga underarter finns listade i Catalogue of Life.